# Rose Renée Roth
Pour les articles homonymes, voir Roth.
Rose Renée Roth (née le 12 décembre 1902 à Budapest, morte le 10 mars 1990 à Vienne) est une actrice autrichienne.

## Biographie
Peu de temps après la fin de la Première Guerre mondiale, Roth suit des cours de théâtre au conservatoire du Deutsches Theater de Berlin auprès d'Ilka Grüning. Elle joue principalement sur des scènes à Vienne comme le Burgtheater, mais aussi à Berlin, Munich et Bâle.
Après l'annexion de l'Autriche, à cause de son origine juive, elle émigre à Londres et enfin aux États-Unis. Elle y joue également au théâtre et travaille pour des diffuseurs américains. Rose Renée Roth revient en Autriche au début des années 1950.
Elle joue dans plein de scènes germanophones dans le cadre de tournées jusqu'en 1984.
L'actrice, qui mesure 1,55 mètre, a une remarquable fin de carrière dans le cinéma et la télévision. Elle incarne souvent des femmes âgées adorables et un peu anxieuses dans des rôles de tante. Dans l'adaptation cinématographique littéraire Schloß Königswald (1988), dans le rôle de comtesse Posadowsky, elle essaie de sauver un château de Bohême pendant l'après-guerre. Roth reçoit le Bayerischer Filmpreis pour sa performance d'actrice dans ce rôle.
Rose Renée Roth, qui ne s'est jamais mariée, anime à partir de octobre 1973 l'émission de télévision Hitjournal avec Manfred Sexauer où laquelle elle présentait du schlager pour des téléspectateurs plus âgés.

## Filmographie

### Cinéma
- 1954 : Weg in die Vergangenheit
- 1955 : Sarajevo
- 1960 : Geständnis einer Sechzehnjährigen
- 1961 : Ville sans pitié
- 1961 : Les Aventures du comte Bobby
- 1961 : Un, deux, trois
- 1962 : Les Liaisons douteuses
- 1962 : Presque des anges
- 1962 : Romanze in Venedig (de)
- 1966 : Avec la peau des autres
- 1971 : Que font ces dames quand leurs maris bossent ?
- 1971 : Sonne, Sylt und kesse Krabben
- 1973 : Wenn jeder Tag ein Sonntag wär
- 1973 : Château de Saint-Hubert
- 1974 : Julia et les hommes
- 1977 : Waldrausch
- 1988 : Schloß Königswald
- 1988 : Ödipussi
- 1989 : Beim nächsten Mann wird alles anders
- 1989 : Le Grand fric

### Téléfilms
- 1960 : Ich heiße Robert Guiscard (de)
- 1960 : Finden Sie, daß Constanze sich richtig verhält?
- 1960 : Das Gespenst von Canterville
- 1961 : Die Türen knallen
- 1961 : Der erste Frühlingstag
- 1962 : Auf Sand gebaut
- 1962 : Kaiser Joseph und die Bahnwärterstochter
- 1962 : Frau Suitner
- 1962 : Liebe im September
- 1963 : Detective Story
- 1963 : Eine sonderbare Geschichte
- 1963 : Frau Holle
- 1964 : Die Wohltäterin
- 1964 : Melankomische Geschichten
- 1964 : Flug in Gefahr
- 1964 : Dr. Stieglitz
- 1964 : Ganz harmlos fing es an
- 1965 : Drei leichte Fälle
- 1965 : Tatort
- 1966 : Freiheit im Dezember
- 1966 : Abendkurs
- 1967 : Zwei ahnungslose Engel
- 1967 : Bei uns daheim
- 1969 : Palace-Hotel
- 1970 : Scheibenschießen
- 1971 : Die Schlankheitskur
- 1971 : Sankt Peters Regenschirm
- 1972 : Das Hohelied
- 1972 : Briefe von gestern
- 1973 : Scheibenschießen
- 1973 : Florian
- 1973 : Johannes Heesters 70 Jahre jung
- 1975 : Lehmanns Erzählungen
- 1976 : Die Heiratsvermittlerin
- 1976 : Seniorenschweiz
- 1977 : Herr S. kommt nicht zum Zuge
- 1977 : Ein Tisch zu viert
- 1979 : Spätsommertage
- 1979 : Es begann bei Tiffany
- 1980 : Kein Geld für einen Toten
- 1981 : Gute Reise
- 1981 : Der Schluckauf
- 1982 : Die Ausgesperrten
- 1983 : Hanna von acht bis acht
- 1983 : In Zeiten wie diesen
- 1984 : Tiere und Menschen
- 1985 : Säntis

### Séries télévisées (sélection)
- 1963 : Mario (de)
- 1973 : Les Messieurs de Saint-Roy
- 1974 : Die Powenzbande (4 épisodes)
- 1984 : Tatort: Der Mann mit den Rosen (de)
- 1990 : Liebesgeschichten